# 戰爭機器 (2017年電影)
《戰爭機器》（英語：War Machine）是一部於2017年上映的美國諷刺戰爭電影，由大衛·米奇歐執導和編劇。電影改編自麥可·海斯廷斯將美國陸軍上將史丹利·麥克克里斯托事蹟虛構小說化的2012年非小說書籍《經營者》。《戰爭機器》由布萊德·彼特、安東尼·麥可·霍爾、陶佛·葛瑞斯、威爾·普爾特、蒂達·史雲頓和班·金斯利等人主演。該片將於2017年5月26日在Netflix上發行。

## 劇情
故事敘述四星上將葛倫·麥馬洪將軍被送往阿富汗為戰爭劃下句點，但這時他卻發現自己才是遭受「攻擊」的對象。

## 角色
- 布萊德·彼特 飾演 葛倫·麥馬洪上將[6][註 1]
- 班·金斯利 飾演 哈米德·卡爾扎伊總統：前阿富汗總統[8]。
- 艾莫瑞·柯恩 飾演 威利·杜恩：葛倫手下的隊員之一。
- RJ·賽勒 飾演 安迪·穆恩
- 丹尼爾·貝茲 飾演 賽門·貝爾
- 陶佛·葛瑞斯 飾演 麥特·李特爾
- 安東尼·麥可·霍爾 飾演 葛雷格·普拉弗[註 2]
- 約翰·馬加羅（英语：John Magaro） 飾演 克里·斯塔加特：特種部隊士兵，也是葛倫的貼身顧問[10]。
- 史考特·麥奈利 飾演 西恩·庫倫
- 威爾·普爾特 飾演 瑞奇·歐爾特加
- 凱斯·史坦費爾德 飾演 比利·柯爾下士
- 安東尼·海斯（英语：Anthony Hayes (actor)） 飾演 皮特·達克曼
- 亞倫·盧克 飾演 帕特·麥金農
- 梅格·提莉（英语：Meg Tilly） 飾演 珍妮·麥馬漢：葛倫的妻子。
- 葛里芬·鄧恩（英语：Griffin Dunne） 飾演 雷·卡努奇
- 喬許·史都華 飾演 迪克·諾斯上尉
- 蒂達·史雲頓 飾演 德國政治家

## 製作

### 發展
2012年4月27日，新攝政和B計劃娛樂獲得了2012年暢銷非小說書籍《經營者》的電影改編權，該書的作者為麥可·海斯廷斯。2014年4月14日，大衛·米奇歐受聘為這部阿富汗戰爭背景電影編劇和執導。布萊德·彼特將飾演主角史丹利·麥克克里斯托，並與B計劃娛樂的合作夥伴傑瑞米·克萊納和蒂蒂·嘉納共同擔任監製，而電影也由新攝政和拉特帕克-沙丘娛樂出資製作。
2015年6月8日，Netflix獲得了《戰爭機器》的新發行權，伊恩·布萊斯也加入了監製的行列。6月17日，《好萊塢報導》透露，因新攝政與拉特帕克-沙丘娛樂間出現了為B計劃娛樂製作的預算問題，才使Netflix得以用6,000萬美元的價格買下電影的發行權。

### 選角

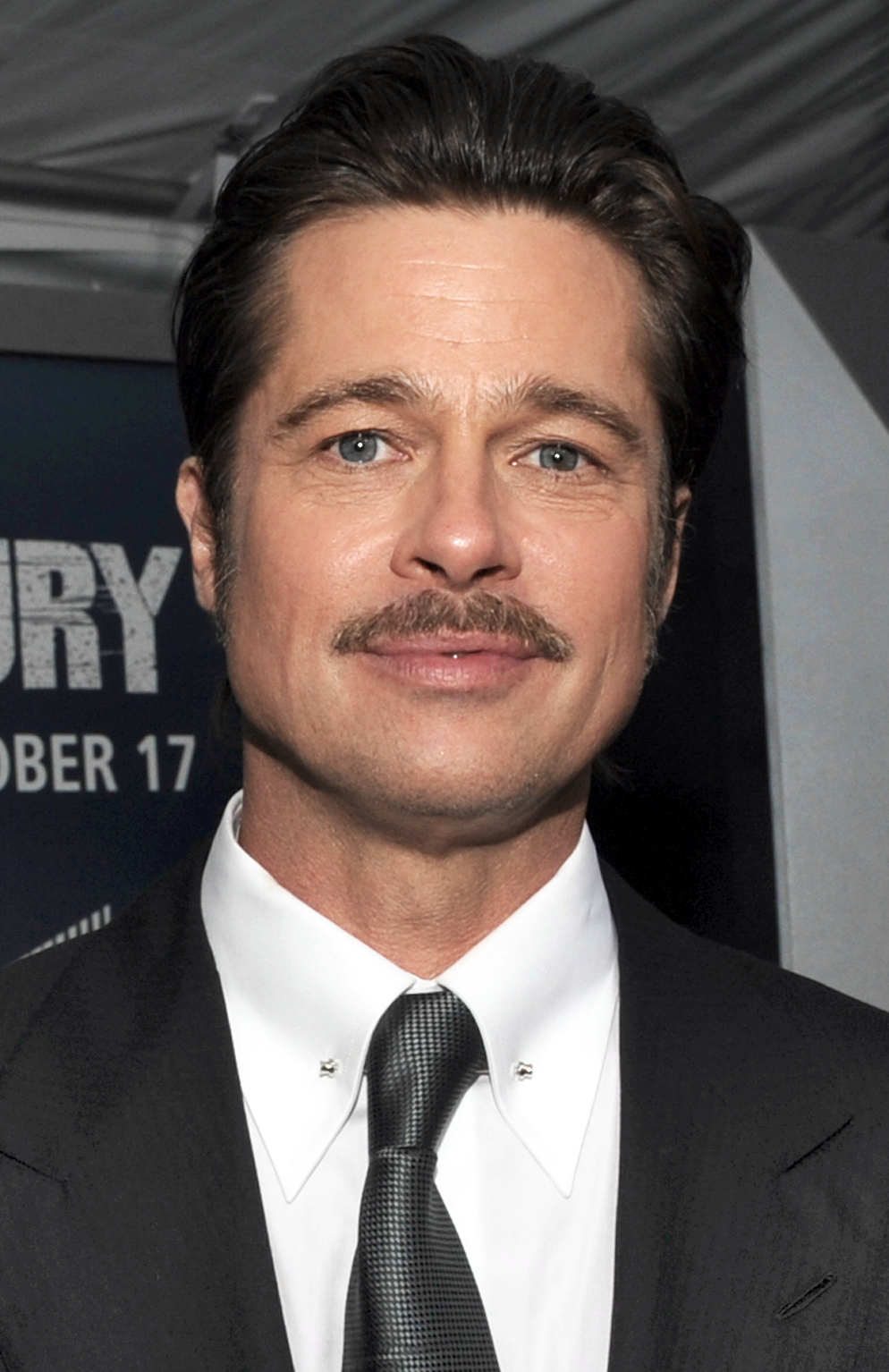
布萊德·彼特身兼《戰爭機器》的製片人及主演

2015年8月4日，艾莫瑞·柯恩加盟劇組，飾演麥克克里斯托將軍領導的排中的一員。8月10日，陶佛·葛瑞斯參與主演行列，詮釋史丹利·麥克克里斯托將軍的民間新聞顧問。8月11日，約翰·馬加羅以一名特種部隊士兵及麥馬漢上將的貼身顧問克里·斯塔加特的角色加入電影。8月14日，史考特·麥奈利簽約出演該片。8月19日，安東尼·麥可·霍爾加盟詮釋形象以麥可·T·佛林將軍為原型的角色葛雷格·普拉弗。8月20日，凱斯·史坦費爾德簽下了有關出演電影的合約，而威爾·普爾特也在同一天以一名未知角色參與劇組。8月25日，安東尼·海斯加入了演員的行列。10月23日，《TheWrap》透露，RJ·賽勒將出演電影。亞倫·盧克被目擊到他出現在拍攝現場。梅格·提莉同樣也被目擊，但她的角色尚未得到公開證實。之後的報導指出，班·金斯利與蒂達·史雲頓皆已加盟劇組。

### 拍攝
主要攝影始於2015年10月中旬，地點位在英國倫敦。10月19日，拍攝於阿布達比進行，城市被布置成喀布爾的樣子；其中一棟舊建築被劇組布置成美國駐阿富汗大使館，且城市中的一條街道被用來當作電影中巴勒斯坦的邊境通道。劇組於11月時前往阿布達比國際機場進行拍攝作業。部分場景也在英國薩里郡的丹斯佛德機場取景。最後的場景於11月中旬拍攝，演員們被目擊到在拉斯海瑪參與拍攝，且該城市的老街區被劇組布置成巴基斯坦的村莊和軍事基地。

## 迴響
《戰爭機器》在爛番茄上基於53條評論，持有53%的新鮮度，平均得分5.5／10。而在Metacritic上則獲得了50分（滿分100），代表「好壞平均參雜的評價」。

## 備註
1. ↑  角色原型取自史丹利·麥克克里斯托上將[7]。
2. ↑  角色原型取自麥可·T·佛林中將[9]。

## 外部連結
- 互联网电影数据库（IMDb）上《戰爭機器》的资料（英文）
- 时光网上《戰爭機器》的資料（简体中文）
- 豆瓣电影上《戰爭機器》的資料 （简体中文）